# Pentewan Railway
| Pentewan Railway                                              | Pentewan Railway    |
| ------------------------------------------------------------- | ------------------- |
| Hafen von Pentewan mit Schmalspurgleisen und einem Dreimaster |                     |
| Pentewan Railway                                              |                     |
| Streckenlänge:                                                | 6,4 km              |
| Spurweite:                                                    | 762 mm (Schmalspur) |
|                                                               |                     |
| Legende                                                       |                     |

Die Pentewan Railway war eine Schmalspurbahn mit der damals ungewöhnlichen Spurweite von 762 mm (2 Fuß 6 Zoll) bei Pentewan in Cornwall, England. Sie wurde als Pferdeeisenbahn gebaut, um Kaolinit von St Austell zu einem damals neu angelegten Hafen in Pentewan zu transportieren, und wurde 1829 eröffnet. 1874 wurden die Gleise verstärkt, um Dampflokomotiven einsetzen zu können. Nachdem das Transportaufkommen von effizienteren Häfen übernommen wurde, wurde die Bahn 1918 stillgelegt.

## Gründung
Nachdem der Zinnbergbau in den 1830er Jahren in Cornwall an Bedeutung verlor, wurde nordwestlich von St Austell Kaolin (Porzellanton) abgebaut, das in der Porzellan- und Papierherstellung eine wichtige Rolle spielt. Das Mineral wurde auf Packeseln zu einem von Charles Rashleigh erbauten Hafen in Charlestown transportiert, von dem das Mineral verschifft werden konnte. Um den Transport zu vereinfachen, erwarb Sir Christopher Hawkins Land an der Mündung des St Austell Flusses. Er errichtete dort für 22.000 £ einen Hafen, der 1826 eingeweiht wurde.
1827 veröffentlichte er den Plan einer Eisenbahn, die von einer mit Pferden von den Tongruben leicht zugänglichen Umladestation an der West Road in St Austell zum Hafen von Pentewan verlaufen sollte. Die Bauarbeiten wurden am 26. September 1829 ausgeschrieben. Es gab keine topographischen Herausforderungen, so dass die Bahnlinie bereits 9 Monate später, am 1. Juli 1829 in Betrieb genommen werden konnte. Die Kosten von 5.732£ 6s 8d wurden von der durch Sir Hawkins gegründeten Pentewan Railway and Harbour Company getragen.

## Betrieb
Die Bahn wurde mit einer Spurweite von 762 mm (2 Fuß 6 Zoll) als erste Pferdeeisenbahn mit dieser Spurweite gebaut. Der nördliche Teil der Strecke hatte ein Gefälle zum Hafen, so dass die beladenen Wagen durch die Schwerkraft bergab rollten. Auf dem Rest der Strecke und zum Transport der leeren Wagen bergauf wurden Pferde eingesetzt.
Der Porzellantonabbau in Cornwall stieg in dieser Zeit sehr schnell von 12.790 tons im Jahr 1826 auf 20.784 tons im Jahr 1838 an. Die Pentewan Railway transportierte anfangs ein Drittel dieses Gesamtaufkommens, aber der Anteil sank bis auf ein Zehntel im Jahr 1838.
1833 wurden ein Anschlussgleis zum Kohlebunker in London Apprentice verlegt, um das Zinnbergwerk bei Polgooth zu versorgen. Die Bahnlinie wurde auch von mehreren kleinen Feldspatbergwerken genutzt sowie zum Kohletransport zu anderen Industriebetrieben wie den Gaswerken von St Austell und Feldspatwerken. Holz aus dem Baltikum wurde vom Hafen nach St Austell transportiert, um Fässer zu bauen.

## Personentransport
Es gab wohl ab 1830 auch einen geringfügigen Personentransport, von dem noch einige wenige Details bekannt sind. Anfangs kostete die Fahrt 3d. Es gab keinen Fahrplan, und vermutlich wurden die Passagiere auf Anfrage auf den normalen Güterwagen mitgenommen. Ein Salonwagen mit 16 Sitzplätzen wurde 1875 gebaut. Seine Nutzung war der Familie Hawkins vorbehalten. Ab 1883 gab es kostenlose Exkursionen der Sonntagsschule nach Pentewan, für die die Güterwagen eingesetzt wurden.

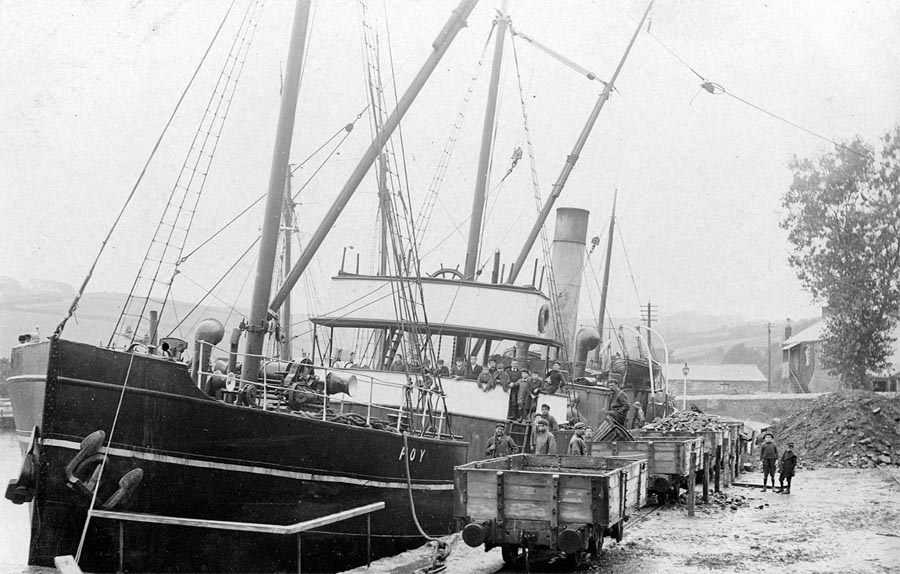
Dampfer Foy of Fowey beim Löschen von Kohle
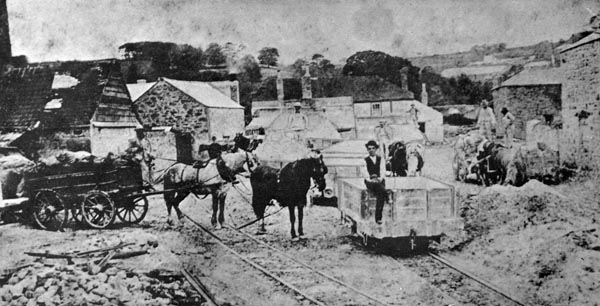
Umladen des Porzellantons in St Austell
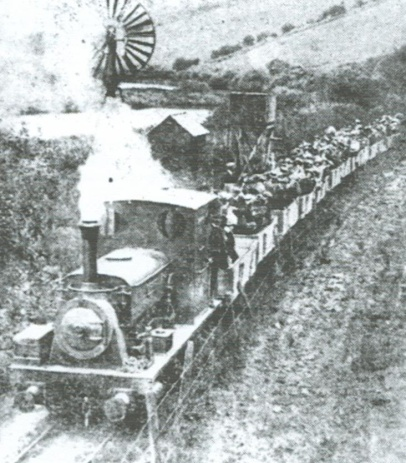
Ausflugsfahrt mit Personentransport
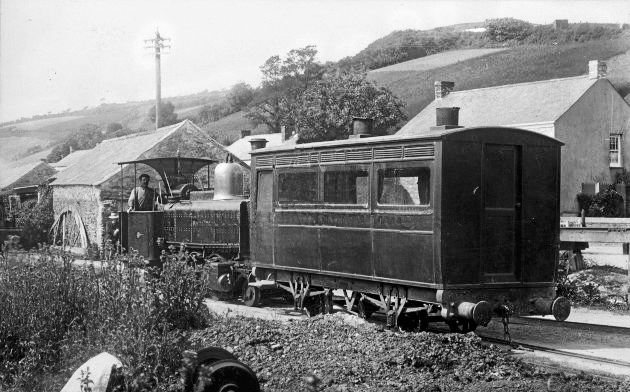
Der einzige, der Familie Hawkins vorbehaltene Personenwagen

## Dampfbetrieb

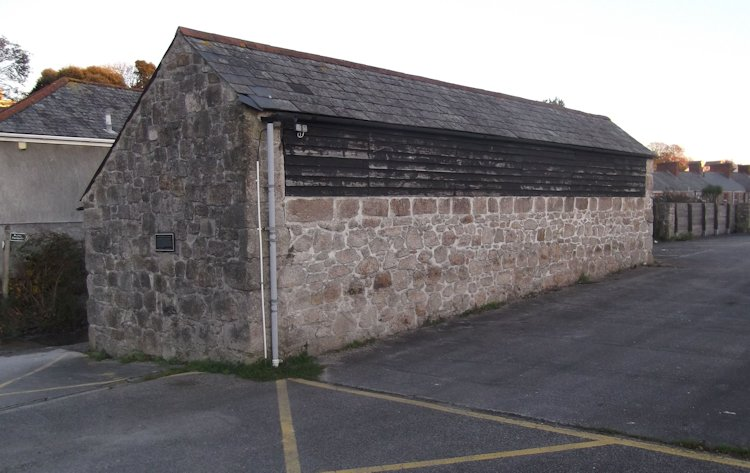
Schuppen des Endbahnhofs in St Austell

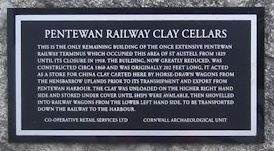
Erinnerungstafel am Schuppen in St Austell

1874 wurde durch einen Act of Parliament der Einsatz von Dampflokomotiven sowie Streckenverlängerungen nach Norden in das Tonabbaugebiet erlaubt. Daher wurde der Name der Betreibergesellschaft in St Austell and Pentewan Railway Harbour and Dock Company geändert und eine Kapitalerhöhung auf 50.000£ angestrebt. Die Verstärkung der Schienen hatte wohl schon vorher stattgefunden und im Februar 1874 war eine dreiachsige Tenderlokomotive Pentewan angeliefert worden.
Am 1. Januar 1876 wurde die Cornwall Railway von der Great Western Railway übernommen, die das Tonaufkommen sehr effektiv zum Hafen in Fowey transportierte. Das hatte dramatische Auswirkungen auf die Pentewan Railway. Das Transportvolumen fiel von 19.672 tons im Jahr 1876 auf 5.341 tons im Jahr 1877. Die angestrebte und vom Parlament autorisierte Kapitalerhöhung auf 50.000£ schritt langsamer voran, als geplant: Bis 1880 wurden nur 11.824£ aufgetrieben und der Profit reicht nicht, um die Kosten zu decken. Darüber hinaus legte der Landeigentümer Hawkins Widerspruch gegen den Einsatz von Dampflokomotiven ein.

## Pläne für die Elektrifizierung
Nach dem vorübergehenden Einbruch beim Transportaufkommen stieg dieses auf 45.270 tons im Jahr 1882, wodurch ein Profit von 1.206£ erzielt wurde. Daher wurde 1886 die ursprünglich eingesetzte Dampflok Pentewan durch eine neue ähnlich aufgebaute Lok mit dem Namen Trewithan ersetzt. Zu dieser Zeit gab es auch Pläne, die Bahnlinie noch weiter nach Norden zu verlängern und über eine stromführende Mittelschiene zu elektrifizieren, aber diese Pläne wurden nicht umgesetzt.

## 20. Jahrhundert
Die Lokomotive Trewithin wurde 1901 durch die Lokomotive Canopus ersetzt. Das Transportaufkommen schwankte stark und konnte nach 20.694 tons im Jahr 1903 und auf 34,123 tons im Jahr 1910 gesteigert werden.  Eine weitere Lokomotive Pioneer wurde im gebrauchten Zustand 1912 vom War Department erworben. Die Dampfloks wurden nur bis Iron Bridge eingesetzt. Von dort aus übernahmen Pferde den Weitertransport, um die Sicherheit für die Bevölkerung zu gewährleisten. Die Pferde wurden jeweils mit dem ersten Zug des Tages von Pentewan dorthin gebracht. Erst in späteren Jahren durften die Lokomotiven bis St Austell fahren.
Ein Streik von 1913 reduzierte das Einkommen und der Ausbruch des Ersten Weltkriegs im Jahr 1914 zog viele Arbeiter aus der Porzellanindustrie ab. Am 29. Januar 1918 wurde der Transport von Porzellanton eingestellt und der letzte Zug verkehrte am 2. März 1918, worauf die Strecke stillgelegt wurde. Die Feldeisenbahnen zur Versorgung der Schützengräben an der Front in Frankreich hatten eine Spurweite von 762 mm, so dass das War Department die Lokomotiven und Schienen akquirierte.

## Personal
Von 1887 bis 1913 bestanden der Lokführer und Heizer aus Vater und Sohn der Familie Drew. Der Heizer, J. H. Drew, beschrieb sein Arbeitsleben in einer Publikation.

## Lokomotiven
| Name      | Hersteller               | Achsfolge | Werks-Nr. | Baujahr | Stilllegung | Verschrottung | Bemerkungen                                                                                                 |
| --------- | ------------------------ | --------- | --------- | ------- | ----------- | ------------- | --- |
| Pentewan  | Manning Wardle           | 0-6-0 T   | 461       | 1873    | 1886        | 1896          | Kaufpreis 925£; kein Führerhaus                                                                             |
| Trewithen | Manning Wardle           | 0-6-0 T   | 994       | 1886    |             | 1901          | Führerhaus                                                                                                  |
| Canopus   | Manning Wardle           | 0-6-2 ST  | 1547      | 1901    |             |               | Kaufpreis 1.051£; späterer Einsatz bei WD West Drayton                                                      |
| Pioneer   | Yorkshire Engine Company | 2-6-2 T   | 757       | 1903    |             |               | Gebaut für die Chattenden and Upnor Railway; kam am 6. Mai 1912 nach St Austell; ungewöhnliche Front-Puffer |

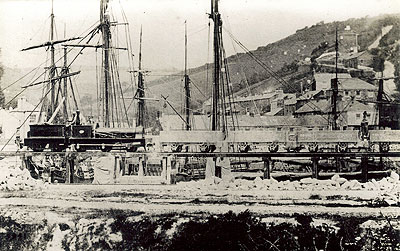
Dampflok ‘Pentewan’ auf der Pier
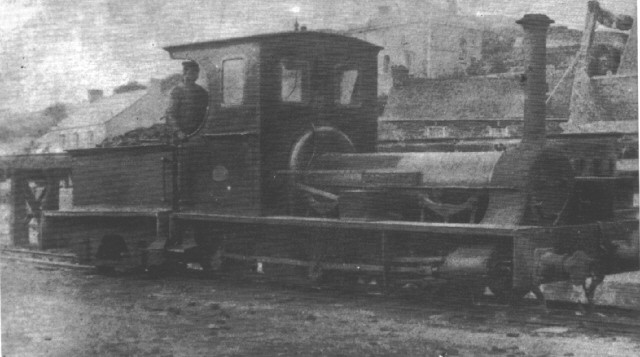
Dampflok 'Trewithen'
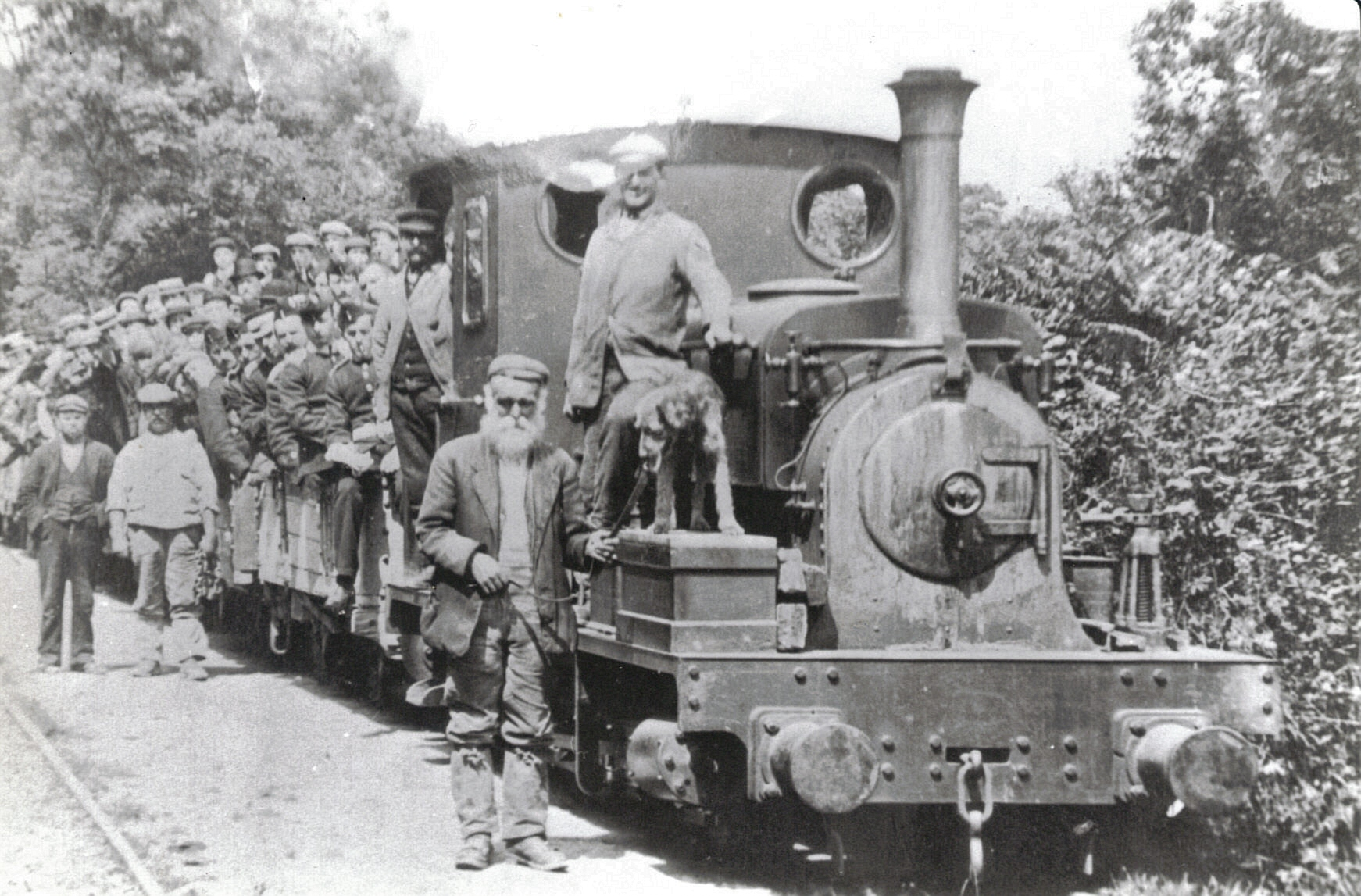
Dampflok 'Trewithen' mit nachgerüstetem Wasserkasten
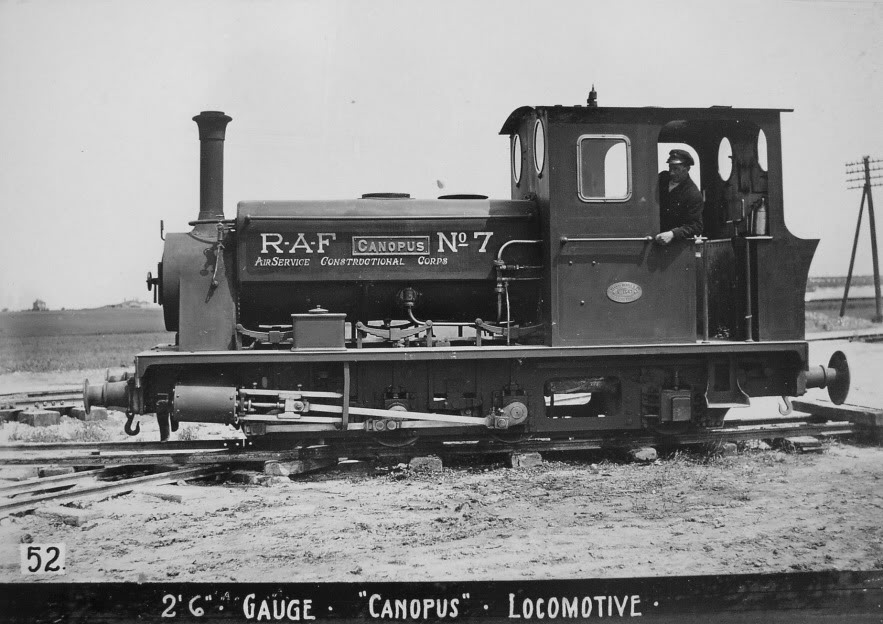
Dampflok 'Canopus' als RAF Nr. 7
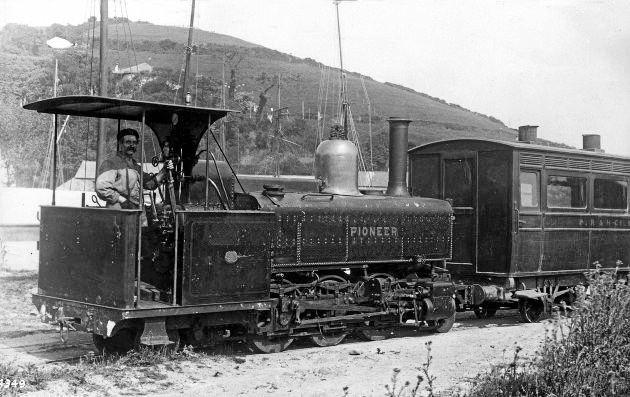
Dampflok 'Pioneer'

## Überreste
Ein Rad- und Fußweg folgen heute dem Verlauf der Trasse. Im Jahr 2006 gab es noch ein paar Überreste der Eisenbahn: Eine komplette Weiche, die möglicherweise von einer später gebauten Schmalspurbahn zum Sandtransport stammt, liegt noch an Ort und Stelle am alten Lokschuppen. Eine ungewöhnliche Waage existiert noch in stark überwachsenem Zustand.